# Gemeindegründung
Eine Gemeindegründung ist in evangelischen Freikirchen der Beginn einer neuen Kirche, Gemeinde oder Glaubensgemeinschaft. Gründung bezeichnet den Prozess von der Vorbereitung, Sammlung, Initiierung hin zur Eigenständigkeit einer Gemeinde. Das Resultat ist eine eigenverantwortliche Glaubensgemeinschaft mit eigenem Namen, Budget, Führung, Veranstaltungen und Mission. Diese kann in einen Verband eingegliedert sein oder unabhängig arbeiten.

## Ansätze von Gründungen
Es können verschiedene Arten von Gründungen unterschieden werden, die hauptsächlich im Ausgangspunkt der Gründung bestehen. Die Startphase von Gründungen kann von einer Person bis zu Gruppen von mehreren Hunderten Teilnehmern variieren.

### Tochtergründung
Bei einer Tochtergründung sponsert eine bestehende Gemeinde eine neue Gründung. Dies geschieht, wenn es in der bestehenden Gemeinde (Muttergemeinde) eine Gruppe gibt, die eine Gründung in einem bestimmten Umfeld oder Milieu initiieren will. Das kann sein, weil der Weg zu den Gottesdiensten der Muttergemeinde zu weit ist, ein anderes soziales Umfeld angesprochen werden soll oder ein bestimmter Stadtteil von einer Gruppe bewohnt wird. In diesem Fall unterstützt die Muttergemeinde die Gruppe auf dem Weg der Gemeindegründung durch Beratung, Finanzierung und/oder personelle Unterstützung.

### Sendung
Ähnlich wie bei Missionaren kann eine einzelne Person oder eine Gruppe von Personen in Gebiete gesendet werden mit dem Ziel, dort eine Gemeinde zu gründen. Dabei erfolgt die Auswahl des Zielgebiets eher strategisch. Die Sendung kann durch eine Muttergemeinde erfolgen oder durch einen Verband. Die Unterstützung kann ähnlich wie bei der Muttergemeinde sein (Rat, Geld, Personaldienste) oder nur im Zuspruch der Sendung bestehen.

### Adoption
Eine bestehende Gruppe gliedert sich einer Gemeinde oder einem Verband an mit dem Ziel, eine Gemeinde zu gründen. Wenn diese Gruppe bereits eine bestehende Gemeinde war, würde man nicht von Gründung sprechen. Es mag aber Gruppen geben, die mit dem Gedanken einer Gründung spielen und durch die Allianz mit einem Partner in die Gründungsphase kommen. Oder eine Gruppe befindet sich im Prozess der Gründung und gliedert sich währenddessen in einen Verband oder eine Gemeinde an. Hier ist der unterschiedliche bisherige Entwicklungsweg und das gegenseitige Kennen eine Gefahr für die Gründung der Gemeinde und die Stabilität der Partnerschaft.

### Pionierarbeit
Im Gegensatz zu den anderen Arten geht hier die Initiative von einer Person oder einigen wenigen Personen aus. Diese beginnen den Weg der Gründung ohne Anbindung an eine Muttergemeinde oder einen Verband und ohne die damit verbundenen Vorteile.

## Motivation zur Gründung
Die Motivation zur Gründung kann in vielen Quellen liegen. Häufig werden folgende Motivatoren genannt, wobei einer oder mehrere davon vorliegen können:

### Erneuerung
Gründung wird in Verbänden und Gemeinden als Weg zur Ausbreitung des Glaubens propagiert. Die Begründung folgt häufig der folgenden Logik: Eine Gründung muss ähnlich wie eine technische Neuerung und ein neues Geschäft auf ihre Vorteile aufmerksam machen und ist demnach motivierter und flexibler im Eingehen auf die Bedürfnisse der Zielgruppe. Gründungen leben von der Energie und bereichern damit die Gemeindelandschaft. Außerdem ist in einer Gründung viel Einsatz von hauptsächlich ehrenamtlichen Mitarbeitern gefordert. Dies führt im Umfeld zu erhöhter Energie, Einsatzfreude und Überzeugung, dass sich Einsatz lohnt.

### Berufung
Personen im Gründungsteam sprechen häufig von einem persönlichen Berufungserlebnis als entscheidendem Faktor bei den Überlegungen einer Gründung. Dies kann durch Vorbilder geschehen, die Begegnung mit einer Not, prophetisches Reden, das Lesen der Bibel oder Eingebung von Gott. Dabei wird auf den Auftrag Jesu verwiesen, hinzugehen und Menschen zu Jüngern zu machen, und auf das Vorbild von Paulus, der aufgrund der Predigt des Evangeliums in Städten neue Gemeinden formte.

### Strategische Überlegungen
Durch Studien oder persönliche Überlegungen können Gruppen zu dem Schluss kommen, an einem Ort oder in einem (Stadt-)Gebiet eine Gemeinde zu gründen, weil es dort zu wenige Gemeinden gibt. Die Einschätzung des „zu wenig“ kann auch auf den Stil der Frömmigkeit, den Stil der Gottesdienste oder die soziale Schicht bezogen sein. Beispiele für strategische Überlegungen sind etwa die Gründung einer Vineyard-Gemeinde im Ruhrgebiet, die Gründung einer evangelischen Jugendkirche in Calw oder die Gründung einer ICF in Berlin.

### Natürliches Wachstum
Wenn eine bestehende Gemeinde wächst, kann es aus praktischen oder inhaltlichen Gründen zu einer Neugründung kommen: Der Gottesdienstsaal hat zu wenig Platz, die Anfahrtswege sind zu lang, es gibt genügend potenzielle Leiter, es gibt genügend Gruppen innerhalb der Gemeinde, die schon einen Großteil des Gemeindelebens teilen. In diesen Fällen kann es zu einer Gründung oder einer Multiplikation der Gemeinde kommen.

### Jüngerschaft
Der Gemeindewachstumsexperte Peter C. Wagner sprach von Gemeindegründung als „der effektivsten Methode der Jüngerschaft unter dem Himmel“. Damit betonte er, dass die reduzierte Größe einer Gründung, die Intensität des Prozesses und die Möglichkeiten der Beteiligung zu erhöhter Veränderungsbereitschaft, Auseinandersetzung mit den Inhalten der Bibel und Motivation der Pflege des geistlichen Lebens führen.

## Finanzierung von Gründungen
Die Finanzierung von Gemeindegründungen kann auf unterschiedliche Art erfolgen. Kennzeichnend ist dabei stets die ehrenamtliche Mitarbeit der Gründerteams, so dass der Finanzbedarf limitiert ist. Folgende Modelle der Finanzierung finden sich im Allgemeinen:

### Startfinanzierung
Eine aussendende Gemeinde oder ein Gemeindeverband stellt ein Budget für die Gründung zur Verfügung. Das kann von einem Fixbetrag ausgehen oder die Kosten für 2–3 Jahre in der Anfangsphase decken.

### Stiftungen
Eine Reihe von Stiftungen stellt Geld für Gründungsaktivitäten bereit. Gelder werden den Projekten auf Antrag zugeteilt, meist für eine limitierte Zeit und mit gewissen Auflagen, das eigene Budget zu entwickeln.

### Beteiligung durch die Gründungsmitglieder
Die Mitglieder der Gründung spenden regelmäßig für die Etablierung des Projekts. Viele Gruppen gehen von 10 % des Einkommens (Zehnt) als Richtwert für die selbstständige Finanzierung von Projekten zur Eigenständigkeit aus.

## Kritik
Der Ansatz der Gründung kann aus verschiedenen Richtungen kritisiert oder hinterfragt werden. Dabei werden folgende Aspekte häufig genannt:

### Sättigung
Man geht davon aus, dass es bereits genügend Gemeinden gebe und demnach keine weiteren Projekte nötig seien. Dies beruht vor allem auf einem territorialen Gemeindeverständnis (eine Gemeinde pro Ort oder Bezirk) oder aus der Beobachtung, dass viele Kirchen wenige Besucher anziehen.

### Qualitätskontrolle
Die Inhalte und Praktiken der neuen Projekte können in Frage gestellt werden. Demnach sind vor allem freie Projekte (ohne Verband) nicht kontrollierbar, was Lehrmeinung oder gemeindliche Aktivitäten angeht.

### Konkurrenz
Erhöhter Wettbewerbsdruck führt zu Befürchtungen und dem tatsächlichen Verlust für bestehende Gemeinden.

### Abspaltung
Unter Berufung auf das Jesuswort, dass die Welt aufgrund der Liebe der Jünger untereinander an ihn glauben wird (Johannes 13,35), werden eigenständige Gruppen und kontrastierende Lehrmeinungen als schädlich bewertet. Demnach sollte pro Ort am besten nur eine Gemeinde bestehen, und dem christlichen Zeugnis sei durch organisatorische Einheit am ehesten gedient.